# John Hebden

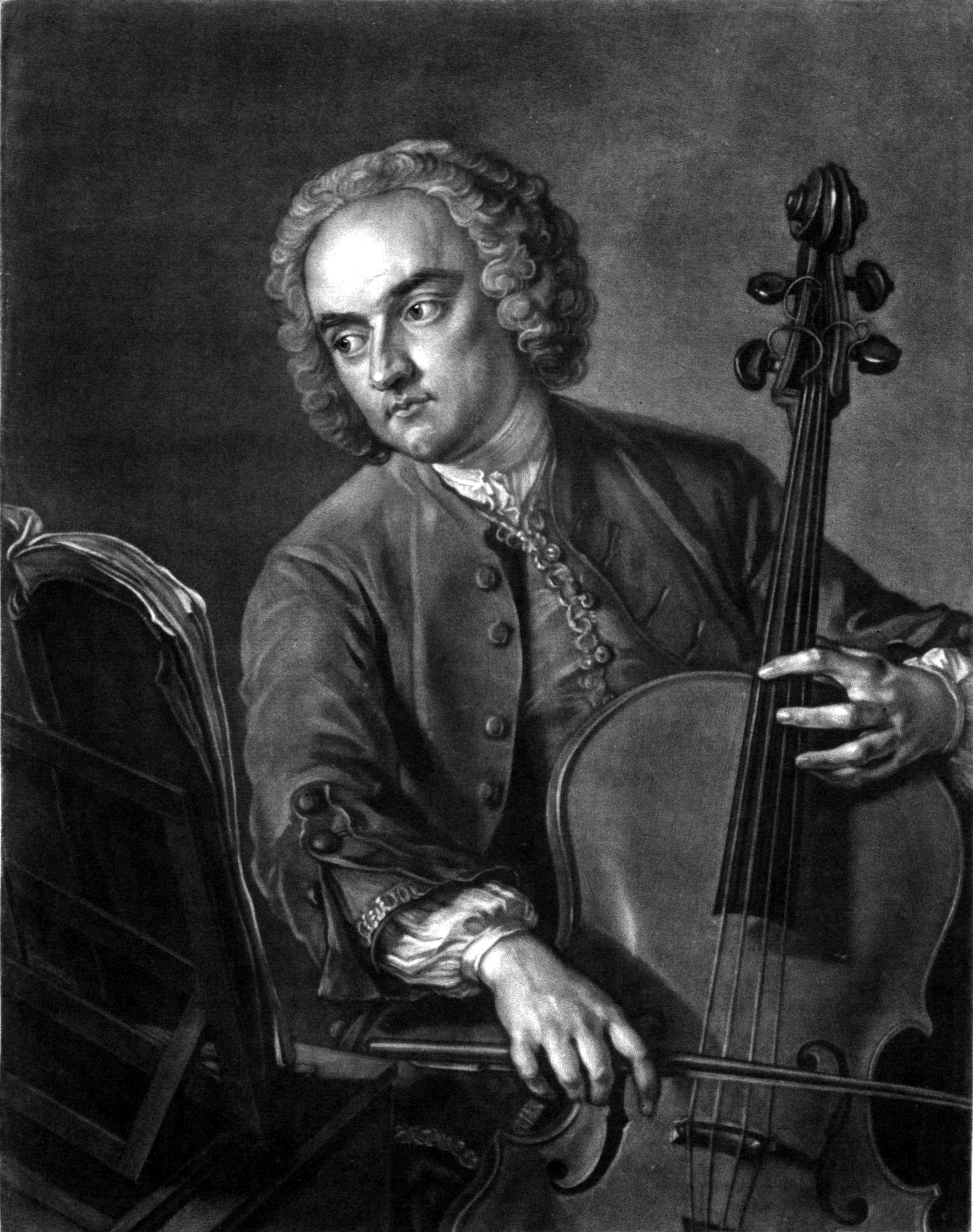
John Hebden, nach einem Gemälde von Philippe Mercier

John Hebden, auch Hebdin (getauft am 21. Juli 1712 in Spofforth bei Harrogate; gestorben 1765), war ein englischer Fagottist, Gambist, Cellist und Komponist.

## Leben und Wirken
John Hebden war der Sohn des John Hebdin of Plompton. Er verwaiste früh, dennoch stand ihm genügend Vermögen zur Verfügung, um eine ausgezeichnete Ausbildung durchlaufen zu können, einschließlich einer umfassenden Musikerziehung.
Hebden lebte überwiegend in York, wo er 1732 heiratete. Seine in den 1730er Jahren entstandenen Kompositionen waren für ein lokales Orchester bestimmt, welches regelmäßig in den York Assembly Rooms, einem von Richard Boyle, dem 3. Earl of Burlington entworfenen klassizistischen Bau, konzertierte.
1744 erwähnte der Musikhistoriker Charles Burney Hebdens Spiel, dieser hatte ihn vermutlich in seiner Position als ersten Cellisten und Fagottisten des Orchesters von Vauxhall Gardens gehört, in das er durch dessen Leiter Thomas Arne berufen wurde.
Hebden muss einen gewissen Bekanntheitsgrad gehabt haben, denn in der Liste der Subskribenten seiner „Six Concertos in seven Parts“, die in 300 Exemplaren gedruckt wurden, finden sich Namen wie Charles Burney, Thomas Arne, William Boyce, Giovanni Battista Sammartini, Francesco Geminiani, Earl and Countess of Burlington, weitere Adelige, sowie zahlreiche Berufs- und Amateurmusiker. Die sechs Concerti folgen dem italienischen Muster Geminianis oder Arcangelo Corellis, bei dessen Aufenthalt in London 1714 Thomas Arne Violinunterricht hatte.

## Werke (bekannt)
- „Six Solos for German Flute“
- „Six Concertos in seven Parts for four Violins, a Tenor Violin, a Violoncello with a thorough Bass and for the Harpsichord“ op. 2 (London, um 1745)

Die 6 Concerti wurden 1980 durch die Musikwissenschaftlerin Ruzena Wood wiederentdeckt, neueditiert und 1992 für das Label Chandos eingespielt.